# Roberto II de Francia
Roberto II de Francia (Orleans, 27 de marzo de 972-Melun, 20 de julio de 1031), llamado «el Piadoso» (en francés: le Pieux), fue el rey de Francia desde 996 hasta 1031. Hijo de Hugo Capeto y de su esposa Adelaida de Aquitania, fue el segundo rey franco de la dinastía de los capetos.
Fue asociado al trono desde 987 y asistió a su padre en asuntos militares. Su sólida formación supervisada por Gerberto de Aurillac en Reims, le permiten ocuparse de cuestiones religiosas de las que se convierte en garante (dirige el concilio de Verzy en 991 y el de Cheles en 994). Desde 996 continúa la política de su padre, manteniendo la alianza con Normandía y Anjou para contener las ambiciones de Eudes II de Blois.
Luego de una larga lucha que comienza en abril de 1003, conquista el ducado de Borgoña cuyo duque anterior Enrique I de Borgoña -su tío sin descendencia legítima- había cedido a su hijastro Otón-Guillermo.
Los desórdenes conyugales de Roberto el Piadoso con Rozala de Italia y Berta de Borgoña (que le valieron la amenaza de excomunión), junto a la mala reputación de Constanza de Arlés, contrastan fuertemente con el semblante piadoso y al límite de la santidad que nos deja su biógrafo Helgaudo de Fleury en su obra La Vida del rey Roberto el Piadoso (Epitoma vitae regis Roberti pii). Allí se presenta su vida como un modelo a seguir, con innumerables donaciones a establecimientos religiosos, caridad hacia los pobres y sobre todo gestos considerados sagrados como la curación de leprosos: es el primer rey francés al que se le atribuyen milagros. Al fin de su reinado se evidencia la debilidad del mismo, debiendo enfrentar la revuelta de su esposa Constanza de Arlés y de sus propios hijos (Enrique y Roberto) entre 1025 y 1031.

## Historiografía
Su historiografía se consolida tiempo después de la época de Roberto el Piadoso y está vinculada a la instauración de la Paz de Dios, en torno al año mil, orientada a proteger los bienes de la iglesia y de los señores. Mientras desde Jules Michelet, los historiadores han sostenido que el pasaje del año mil estuvo pautado por un miedo generalizado al fin del mundo, esta tesis es refutada por el historiador Georges Duby y por Sylvain Gouguenheim, profesor de historia medieval de la Escuela Normal Superior de Lyon.
De hecho, durante el fin del siglo X y principios del siglo XI, se vivió el comienzo de un profundo cambio económico y social con un aumento de la producción agrícola y de los intercambios comerciales vinculados a la difusión del uso de la moneda de plata. Del mismo modo, la etapa final de las invasiones vikingas y las continuas guerras señoriales implicaron, a partir de 1020, la proliferación de castillos privados -contraviniendo la prohibición establecida- y la consolidación de la caballería como nueva élite social, cuyos orígenes se remontan al de los caballeros carolingios.
A diferencia de su padre, se conservan fuentes eclesiásticas contemporáneas de Roberto el Piadoso que evocan su vida. En primer lugar, la biografía escrita por Helgaudo de Fleury (Epitoma vitae regis Roberti pii, circa 1033), abadía de Saint-Benoît-sur-Loire, que constituye un panegírico del rey.
Una fuente fundamental se encuentra en Historiarum libri quinque del monje borgoñón Rodolfus Glaber finalizadas en 1047. Rodolfus Glaber es la fuente más completa sobre el reinado de Roberto II, debido al uso de la red cluniacense con información de todo occidente. En segundo orden, también cabe mencionar la Histoire de Richer de Reims y el poema « Ascelin» del obispo Adalberón de Laon, que fue dedicado al rey Roberto y describe la sociedad de la época.

## Biografía

### Juventud y Formación
Artículos Principales: Dinastía Robertina, Hugo Capeto

#### Heredero del jefe de los Francos

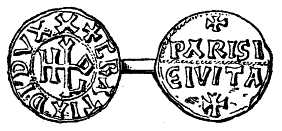
Moneda de Hugo Capeto, « Duque por la Gracia de Dios» (Dux Dei Gratia), atelier de París (Parisi Civita), finales del.

Al igual que con su padre Hugo Capeto, no se conoce con certeza ni la fecha ni el lugar de nacimiento de Roberto, aunque los historiadores se inclinan principalmente por el año 972 en la ciudad de Orleans, capital del ducado robertino desde el siglo IX. Roberto fue el único hijo varón del duque Hugo y su esposa Adelaida de Poitiers; su nombre es igual al de su ancestro Roberto el Fuerte, quien murió enfrentando a los vikingos en 866. El resto de la familia real lo integraban sus hermanas Giselle, Eduviges y Adelaida.
Durante el siglo X, la dinastía robertina fue la familia aristocrática más poderosa e ilustre del reino Franco. Ya en décadas anteriores, dos integrantes del clan fueron elevados al trono, desplazando a la dinastía carolingia: Odón (888) y Roberto el Fuerte (922). El ducado robertino llega a su apogeo en 956 a la muerte de Hugo el Grande, abuelo de Roberto el Piadoso. Hugo Capeto quien sucede muy joven a su padre no logra imponerse de igual modo, mientras la figura del ducado y la familia comienzan a declinar, perdiendo vasallos que transfieren su lealtad directamente al rey Lotario.
La juventud de Roberto estuvo marcada por los incesantes intentos del rey Lotario para recuperar la Lorena, «cuna de la familia carolingia» de manos del emperador Otón II:

Como Otón dominaba Bélgica (Lorena) y Lotario se la quería apoderar, los dos reyes tramaron uno contra el otro pérfidas maquinaciones y golpes de fuerza, afirmando ambos que su padre la había poseído.
Richer de Reims, vers 991-998.

En agosto de 978, el rey Lotario lanza de improviso un asalto general a Aix-la-Chapelle donde residía la familia imperial, que escapa por poco de ser capturada. Después del saqueo del palacio imperial y sus alrededores, regresa a Francia Occidental trayendo consigo las insignias del Imperio. En venganza, Otón reúne en el mes de octubre un poderoso ejército e invade el reino de Lotario. Este por su parte, sin tropas suficientes para resistir la invasión se ve obligado a refugiarse en los dominios de Hugo Capeto, quien se convierte así en el salvador del reino carolingio. Este hecho marcará un giro en la situación de la dinastía robertina y del joven Roberto. El obispo Adalberón de Reims, que inicialmente era un hombre de Lotario se inclina progresivamente hacia la corte de Aquisgrán, por la que también siente simpatía y está unido por lazos de parentesco.
En el año 987, su padre había logrado de la nobleza el reconocimiento de su hijo Roberto como sucesor como rex designatus, iniciándose de esta forma el reinado de sus sucesores en Francia, que duraría en forma directa hasta 1328 e indirecta, con interrupciones por las repúblicas e imperios napoleónicos, hasta 1848.

#### Una educación ejemplar

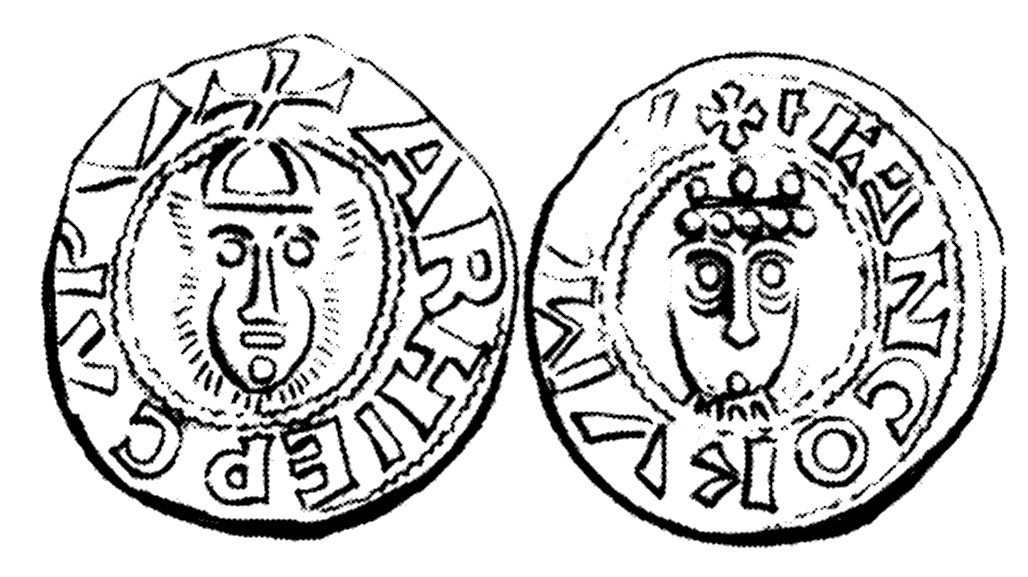
Moneda anónima atribuible a Reims y al arzobispo Gerberto de Aurillac o a Arnulfo de Francia, fin del.

Hugo Capeto, que era iletrado y no manejaba el latín, comprende que su destino requiere del apoyo del arzobispo de Reims. En vez de enviar a su hijo Roberto con el maestro Abón de Fleury cerca de Orleans, decide enviarlo a Reims con Adalberón en torno a 984, para que reciba su educación. A finales del siglo X, la escuela de Reims tenía la reputación de ser la más prestigiosa del occidente cristiano. Adalberón asigna la educación de Roberto a su propio secretario Gerberto de Aurillac, futuro papa Silvestre II y uno de los hombres más cultos de su época.
Las enseñanzas de Gerberto de Aurillac, debieron incluir bases de latín, además del trivium (gramática, retórica y dialéctica) y el quadrivium (aritmética, geometría, música y astronomía). Esta era la educación que en la época recibían los religiosos y eran muy contados los laicos que accedían al nivel de instrucción de Roberto, además del vínculo con la visión del mundo eclesiástico.
Después de unos dos años de estudios en Reims, vuelve a Orleans. Su nivel intelectual es destacado en el ámbito de la música por otro gran intelectual de la época, Richer de Reims. Según Helgaudo de Fleury, durante su adolescencia sufre una enfermedad grave, al punto de que sus padres temen por su vida. Es entonces que Hugo y Adelaida van a rezar a la iglesia de la Santa Cruz de Orleans, donde ofrendan un crucifijo de oro y un cáliz de oro de unos 30 kg. Milagrosamente, Roberto se cura.

Su piadosa madre lo envía a las escuelas de Reims y lo confía al maestro Gerberto, para ser educado e instruido en las materias liberales.
Helgaudo de Fleury, Epitoma vitae regis Roberti pii, circa 1033.

#### Roberto es asociado al trono (987)
Una vez convertido en rey de los francos, Hugo Capeto busca acabar con la alternancia entre Carolingios y Robertinos en el trono y propone a Adalberón de Reims la asociación de Roberto al trono. En principio Adalberón, en cuyos planes estaba la integración del reino de los francos en el imperio otoniano, se rehúsa; según Richer de Reims habría respondido al rey «no tengo el derecho a crear dos reyes el mismo año». Entretanto, el conde de Barcelona Borrell II había pedido el auxilio real para luchar contra Almanzor y al parecer fue Gerberto de Aurillac (anteriormente protegido de Borrell II) quien convenció al arzobispo de Reims, que accede bajo presión, con el argumento de inestabilidad en el reino si sucediera algo a Hugo Capeto durante la campaña.

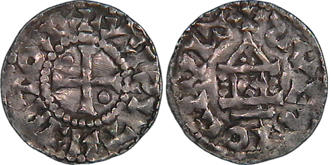
Moneda de Roberto II acuñada en Soissons

La consagración de Roberto, a diferencia de la de su padre, fue detallada con precisión por Richer de Reims. La ceremonia se realizó en la catedral de la Santa Cruz de Orleans el día de Navidad de 987. El joven Roberto de quince años, estaba vestido de púrpura bordada con hilos de oro y fue aclamado, coronado y consagrado por el arzobispo Adalberón Reims, el mismo que consagró a su padre unos meses antes. Para algunos historiadores, la fecha de la consagración es el 30 de diciembre de 987, un día no religioso, debido a que Adalberón habría dudado mucho antes de ceder. R.-H. Bautier, « L’avènement d’Hugues Capet et de Robert le Pieux», Le Roi de France et son royaume autour de l’an mil, Picard, París, 1992, p. 35. El cronista subraya que Roberto es el rey «sólo de los pueblos del oeste, entre el Mosa y el océano», pero no «rey de los galos, los aquitanos, los daneses, los godos, los españoles (condado de Barcelona) ni los gascones» como su padre. Una vez lograda la asociación al trono de Roberto, su padre comienza a buscar una princesa real con quien casarlo. Inicialmente enfoca la búsqueda hacia Bizancio, lo que evitaría cualquier problema de consanguinidad y aportaría un enorme prestigio al linaje robertino. Con este fin envía al emperador de oriente, Basilio II, una carta escrita por Gerberto de Aurillac pidiendo la mano de su hija para el joven Roberto. Como no se recibieron respuestas de Bizancio, Hugo Capeto elige para su hijo a Rozala de Italia, viuda del conde Arnulfo II de Flandes e hija del rey de Italia, Berengario II, quien le dobla la edad. Roberto se casa en la primavera de 988 con Rozala quien aportó al dominio robertino Montreuil, Ponthieu y una posible regencia sobre el condado de Flandes, considerando la corta edad de su hijo y conde Balduino IV.

### El episcopado, principal apoyo del rey

#### Roberto dirige los asuntos religiosos
Una vez casado y consagrado, Roberto colabora en la administración del reino, como lo prueba la presencia de su firma, junto a la de Hugo Capeto, en numerosos documentos oficiales. Las fórmulas utilizadas son variadas como «el muy glorioso rey Roberto» presente en una carta a Corbie fechada en abril de 988, o «filii nostri Rotberti regis ac consortis regni nostri» en una carta a Saint-Maur-des-Fossés de junio de 989. et 35. A partir de 990, su firma aparece en todos los oficios reales. Facilitado por la vasta formación recibida de Gerberto de Aurillac, su primera tarea fue presidir las reuniones episcopales:

Él (Roberto) asistía a los sínodos episcopales, discutiendo con los obispos los problemas eclesiásticos.
Richer de Reims, abril 990.

A diferencia de los últimos carolingios, los primeros capetos se vincularon a un conjunto de obispos al noreste de París (Amiens, Laon, Soissons, Châlons, etc.) cuyo apoyo sería determinante en los acontecimientos siguientes. En uno de los oficios, ambos reyes aparecen como intermediarios entre el clero y el pueblo (mediatores et plebis) y, según Gerberto de Aurillac, ellos remarcaban la necesidad de esa mediación: «...no queriendo abusar en nada del poder real, decidimos todos los asuntos de la República recurriendo al consejo y consulta de nuestros fieles». Hugo y Roberto necesitaban el apoyo de la Iglesia para asegurar su legitimidad y porque los contingentes del ejército real provenían en gran parte de los obispados. Roberto ya aparecía a los ojos de sus contemporáneos como un soberano piadoso (de ahí que se lo empezara a llamar así) y vinculado a la Iglesia por múltiples razones:
- su formación en las disciplinas liberales;
- su presencia en los sínodos de obispos;
- la dedicación que hace Abón de Fleury de su colección canónica;
- el hecho de que concediera frecuentemente el perdón a sus enemigos;
- sus donaciones a varias abadías.

#### Carlos de Lorena se apodera de Laon (988-991)
Carlos de Lorena, el último pretendiente carolingio al trono, toma por asalto la ciudad de Laon, capital del reino durante los últimos carolingios. Hugo y Roberto, con la participación de contingentes militares de los obispados, ponen sitio a la ciudad en dos oportunidades, sin lograr recuperarla. Preocupados por el fracaso, Hugo contacta a varios soberanos para obtener su apoyo (el papa Juan XV, la emperatriz Teófano, madre del joven Otón III), sin obtener resultados para su causa. Luego de la muerte de Adalberón de Reims (24 de enero de 989), Hugo Capeto hace elegir como nuevo arzobispo al carolingio Arnulfo de Francia, hijo ilegítimo del rey Lotario, en vez de a Gerberto de Aurillac, con la intención de que su sobrino Carlos de Lorena devolviera Laon. Carlos aspiraba a todo el Reino Franco y se niega a entregar Laon. Además, Arnulfo le entrega Reims, lo que constituye traición al rey Hugo Capeto que recientemente lo había designado.
La situación cambia cuando Adalberón (Ascelin), obispo de Laon y sobrino de Adalberón de Reims traiciona a Carlos y lo entrega a Hugo Capeto durante la Semana Santa de 991: es el vínculo con el episcopado el que salva el trono capeto in extremis. En junio del mismo año, Arnulfo es acusado de traidor y juzgado en concilio, en presencia de Roberto, en la abadía de Verzy. A pesar de las protestas de Abón de Fleury, Arnulfo es depuesto y días después Gerberto de Aurillac es nombrado arzobispo de Reims con el apoyo de su antiguo alumno Roberto. El papa Juan XV no acepta el proceso e intenta convocar un nuevo concilio en Aix-la-Chapelle, pero los obispos confirman en Chelles la decisión tomada (invierno 993-994), defendiendo la independencia de Roma controlada por el imperio.

#### Gerberto y Ascelin: dos lealtades dudosas
A la muerte de su superior Adalberón de Reims, Gerberto se siente en la obligación de seguir las intrigas del nuevo arzobispo Arnulfo, decidido a entregar Reims a Carlos de Lorena. Aunque la documentación es escasa sobre este tema, induce a pensar que el maestro ha cambiado de posición hacia el bando de Carlos. Ciertas hipótesis manejan la posibilidad de que la corte otoniana cuyos intereses servía, haya pedido a Gerberto, antiguo partidario de la mutatio regni, apoyar a Carlos basado en la legitimidad del linaje:

El hermano de Lotario Augusto, heredero del trono, fue expulsado. Sus oponentes (Hugo y Roberto), mucha gente piensa que recibieron el reino provisionalmente. ¿Con qué derecho el heredero legítimo fue desheredado?
Gerbert d’Aurillac, Lettres, 990.

 La familia Carolingia todavía tenía raíces en el pueblo franco. Se instala así una duda sobre la legitimidad de la corona de Hugo y Roberto, pero el mismo Gerberto, viendo cambiar la situación en contra de Carlos de Lorena, vuelve a cambiar de bando en el correr del año 991. Devenido en arzobispo de Reims por la gracia del rey Roberto escribe:

con la aprobación de los dos príncipes, el señor Hugo Augusto y el exelentísimo rey Roberto.
Gerbert d’Aurillac, Lettres, 991.

En cuanto a Ascelin, obispo de Laon, después de haber traicionado a Carlos y Arnulfo, se vuelve contra la corona. Se sabe que, a principios de 993, intriga junto a Odón I conde de Blois para capturar a Hugo y Roberto durante una entrevista en Metz con Otón III. El plan incluía coronar a Luis de Lorena (hijo de Carlos de Lorena) rey de los francos, quedando Odón como duque de los Francos y Ascelin arzobispo de Reims. La conspiración queda expuesta y Ascelin es puesto bajo arresto domiciliario y finalmente depuesto por el sínodo de Pavía de 998.

### Problemas conyugales

#### Separación de Rozala
Luego de unos tres o cuatro años de casado (en torno a 991-992), el joven Roberto repudia a Rozala -con quien se había tenido que casar a instancias de su padre-, por la diferencia de edades y al ver que no era probable que le diera un heredero. Ella vuelve a sus dominios de Flandes junto a su hijo el conde Balduino IV y Roberto retiene el puerto de Montreuil, que era parte de la dote de Rozala y es un punto estratégico en el Canal de la Mancha. El divorcio de Roberto constituye un desafío a su padre, que podría ser el inicio de un camino para reinar solo. Sin embargo, como después de varios años la unión no daba herederos, Hugo Capeto y sus consejeros no se oponen al divorcio.

«El rey Roberto, llegado a la edad de diecinueve años, en la flor de su juventud, repudia, porque ella era muy vieja, a su esposa Suzana (Rozala), italiana de origen.»
Richer de Reims, Histoire, 996-998.

#### Relación con Berta de Borgoña (996-1003)
Una vez soltero, Roberto busca una esposa que le pueda dar la tan esperada descendencia. A principios del año 996, probablemente durante la campaña militar contra Odón de Blois, conoce a la condesa Berta de Borgoña, esposa de Odón. Ella es la hija del rey de Borgoña Conrado III y de Matilde de Francia, hija de Luis IV de Ultramar. Hugo Capeto se opuso a esta relación; Gerbert d'Aurillac también se opone, por lealtad a Hugo Capeto, pero argumentando motivos canónicos. debido a la rivalidad con la casa de Blois cuyas posesiones rodeaban el dominio real en la Isla de Francia. Además de razones sentimentales, Roberto tenía interés en los territorios que Berta aportaría al dominio real. Cuando Odón muere en marzo y Hugo Capeto en octubre de 996, el camino al matrimonio se empieza a despejar.
Según Michel Rouche, la reina Adelaida de Aquitania favoreció esta alianza política, buscando debilitar el cerco que amenaza la casa en, particular sus dominios en la Isla de Francia. En efecto, los territorios de Odón comprendían Blois, Chartres, Melun y Meaux. La pareja espera los nueve meses reglamentarios tras la muerte de Odón, de manera que otro de los motivos es tener hijos legítimos que aseguren la sucesión y Roberto aún no tiene.
Pero existían dos aspectos que obstaculizaban la unión. Por una parte la consanguinidad: Hedwige de Sajonia, madre de Hugo Capeto y la abuela materna de Berta, Gerberga de Sajonia, eran hijas del emperador Enrique el Pajarero y de Matilde y por tanto Hugo y Berta eran primos en segundo grado, con lo que se requería una dispensa papal. Por otra parte, Hugo era el padrino de Teobaldo, el hijo mayor de Berta. Según el derecho canónico, el casamiento es imposible. Entretanto, comienza una relación carnal y Roberto pone bajo su control una parte del condado de Blois. Toma a su conde la ciudad de Tours y toma Langeais a Fulco Nerra, rompiendo así la alianza con Anjou, hasta ese momento fiel sostén del difunto rey Hugo Capeto. Con este comienzo de reinado, las alianzas se invierten.

Berta, la esposa de Odón, tomó al rey Roberto como protector y defensor de su causa.
Richer de Reims, Histoire, 996-998.

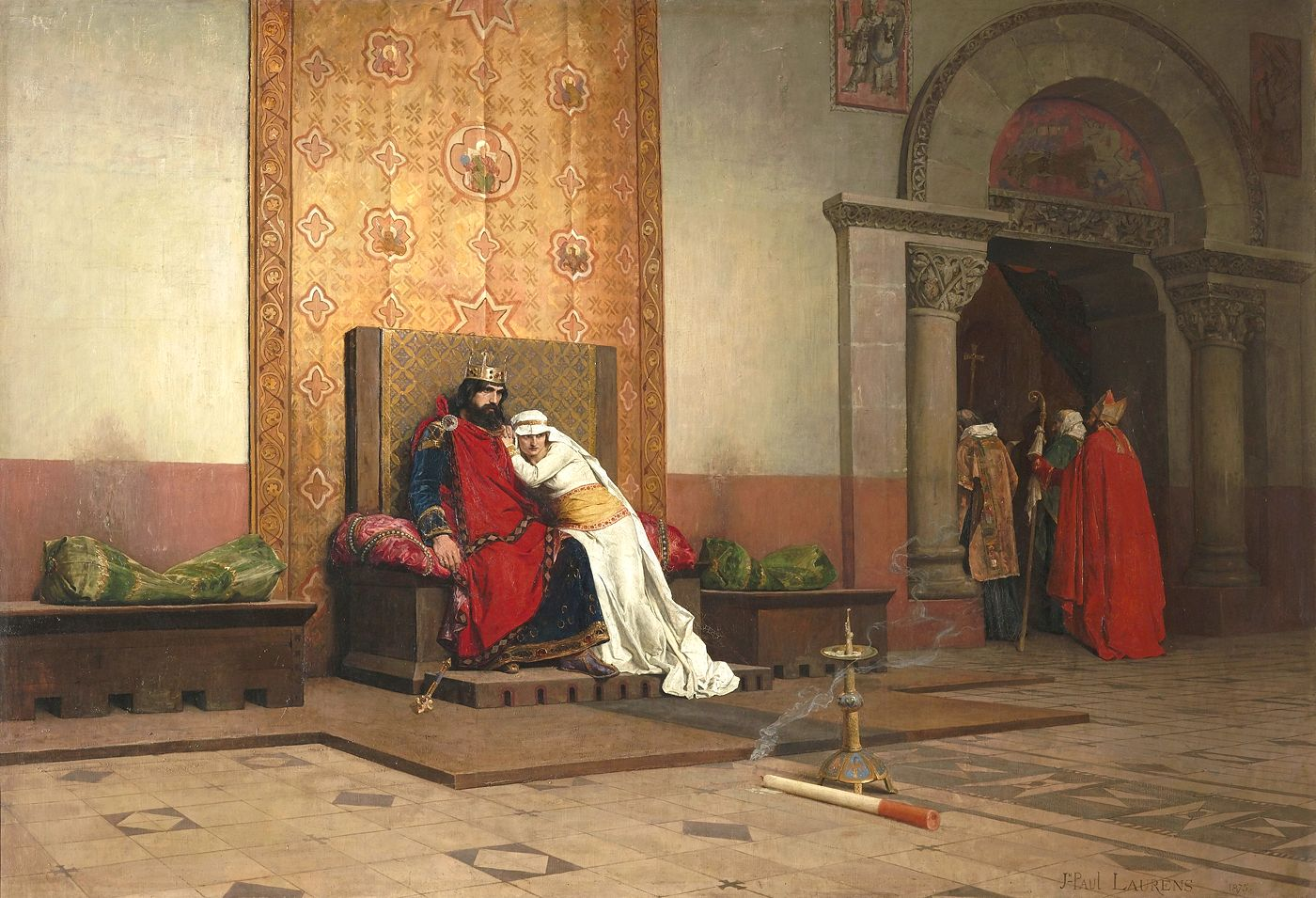
La excomunión de Roberto el Piadoso, en una pintura de Jean-Paul Laurens, 1875, óleo en tela, París, museo de Orsay. En realidad, la excomunión no llegó a ser promulgada por el papa.

La pareja no tuvo inconvenientes en encontrar obispos complacientes que los casara; lo hicieron entre noviembre y diciembre de 996 por Archambaud de Sully, arzobispo de Tours, con el desacuerdo del papa Gregorio V. Para restablecer las buenas relaciones con la Santa Sede, el joven monarca anula la sentencia del concilio de Saint-Basle, libera al arzobispo Arnulfo de Francia y lo restaura en la sede episcopal de Reims. Gerberto de Aurillac se ve obligado a pedir refugio en la corte de Otón III en 997. Sin embargo el papa no cede y llama al orden a Roberto y Berta por lo que considera una «unión incestuosa». Los concilios reunidos en Pavía (febrero de 997) y Roma (verano de 998) confirmaron la posición del papa y los condenaron a hacer penitencia por siete años, en caso de que no se separaran, se expondrían a la excomunión. Pero al cabo de cinco años de unión, Berta y Roberto no habían tenido descendencia: sólo engendraron un hijo, que nació muerto. La elección de Gerberto al pontificado (Silvestre II) en abril de 999 no cambia nada la situación; luego de un sínodo el nuevo papa confirma la condena del rey de Francia, quien debe asumir su «perfidia». Finalmente, los siete años de penitencia se cumplen durante 1003.

Vinieron a la Sede Apostólica y después de haber culminado su penitencia, volvieron a sus dominios (Postea ad sedem apostolicam venientes, cum satisfactione suscepta peitentia, redierunt ad propria).
Yves de Chartres, IX, 8, carta al rey Enrique I de Francia

#### Constanza de Arlés se hace reina (1003-1032)

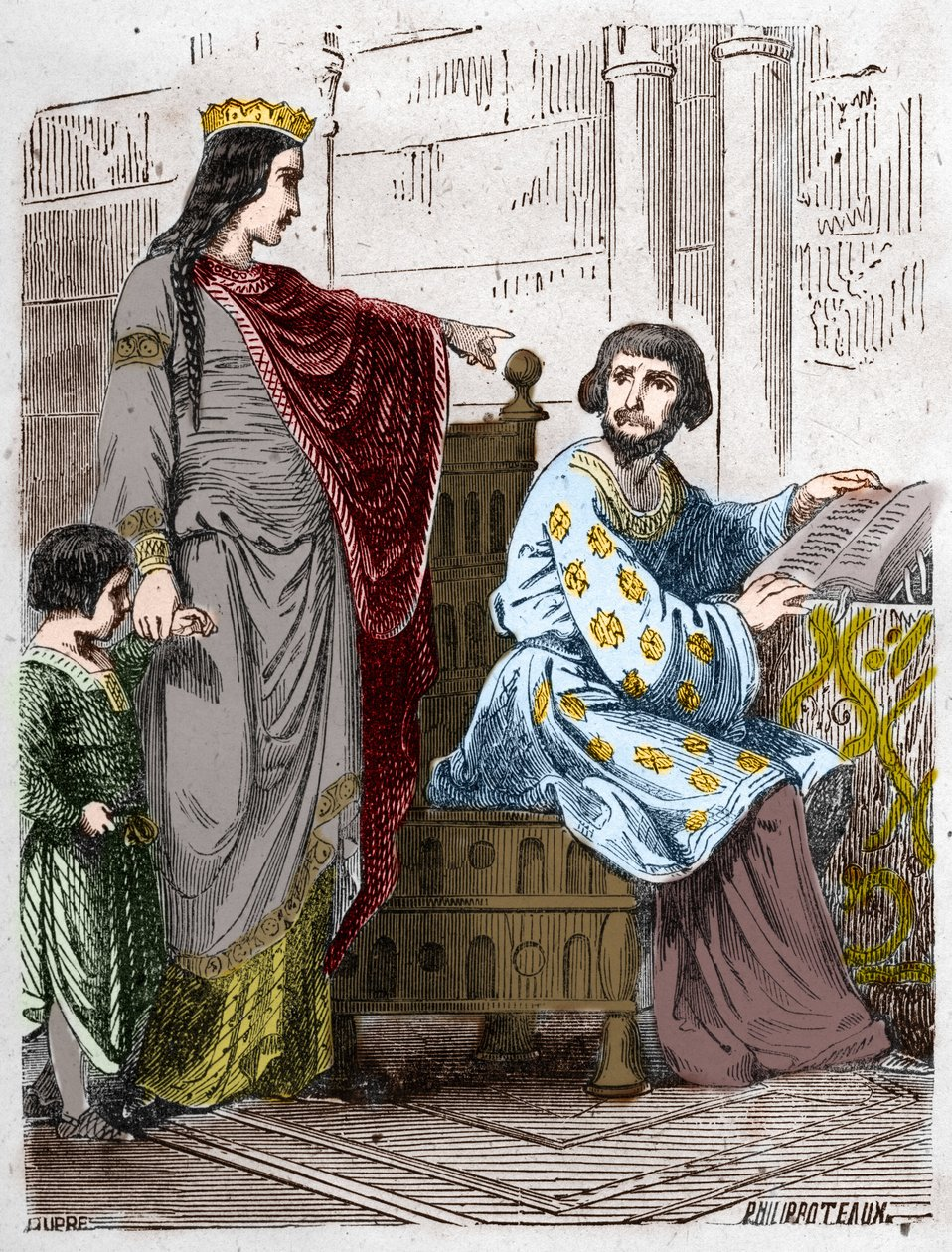
Constanza de Arlés, nueva reina de los Francos, una fuerte personalidad del. Grabado de fines del.

Al no tener hijos, Roberto decide casarse nuevamente, a pesar de que la relación sentimental con Berta sigue siendo estrecha. Como la iglesia no reconoció el matrimonio de Roberto con Berta, no se entendió necesario seguir el proceso de divorcio. Se casa por tercera vez entre 1003 y 1004 con una princesa lejana a quien no conocía para evitar todo tipo de parentesco. Constanza de Arlés tiene 17 años y es hija de Guillermo I, conde de Provenza y Arlés y de Adelaida de Anjou. Esta familia Provenzal adquirió gran prestigio durante el siglo X cuando el conde Guillermo I (llamado el libertador) expulsó definitivamente a los sarracenos de La Garde-Freinet en 972 y su madre había sido reina de Francia entre 982 y 984 por su matrimonio con el rey carolingio Luis V. Además, la familia está emparentada con la casa de Anjou, con la que se restablecen las alianzas.
Pero Constanza es una esposa que no hace feliz al rey. La personalidad de la reina da lugar a comentarios muy desfavorables por parte de los cronistas: «vanidosa, avara, arrogante, vengativa», a pesar de que este tipo de comentarios son muy raros en el siglo XI, en particular con una reina. Por otra parte, se sabe que los provenzales que acompañaron a Constanza a la corte fueron menospreciados y excluidos por los Francos. Siguiendo a los escritos contemporáneos, el contacto entre las dos cortes a principio del siglo XI fue un verdadero «choque cultural». Raoul Gabler, por ejemplo, subraya el rechazo de los eclesiásticos francos más conservadores a la moda provenzal, porque implica novedad y por tanto desorden. En general los provenzales del año mil no usaban ni barba ni bigotes (lo que para los francos era considerado afeminamiento) y también usaban la cabeza rapada (cosa que los francos reservaban a los eclesiásticos). Estas situaciones debieron influir en el comportamiento de la Reina. Según Helgaudo de Fleury, el mismo rey temía a su esposa, quien aparentemente había cegado ella misma a su confesor acusado de herejía.
La única ventaja del matrimonio fue que Constanza tuvo una numerosa progenie:
- Alix de Francia (1003-aproximadamente 1063), casada con Renaldo I de Nevers, conde de Nevers.
- Hugo de Francia (aproximadamente 1007-1025), asociado al trono de su padre. Murió antes que este.
- Enrique I de Francia (aproximadamente 1008-1060), rey de los Francos.
- Adela de Francia (aproximadamente 1009-1079), esposa de Ricardo III de Normandía y de Balduino V de Flandes.
- Roberto de Francia (aproximadamente 1011-1076), primer duque de Borgoña de la dinastía de los capetos.
- Odón (aproximadamente 1013-entre 1057 y 1059), considerado «imbécil» e incapaz de gobernar según la crónica (terminada en 1138) de Pierre, hijo de Béchin, canónico de San Martín de Tours.

Durante el reinado de Roberto el Piadoso, Constanza protagoniza muchas intrigas con el objetivo de preservar un lugar preponderante en la corte franca. Raoul Glaber remarca precisamente que la soberana lleva «el control de su marido». Para los contemporáneos, una mujer que dirige a su marido implica una situación anormal. No obstante, el rey no ha dejado de amar ni de ver a Berta de Borgoña, lo que divide la corte en bandos. En determinado día del año 1008, el rey y su fiel amigo Hugo de Beauvais estaban de caza en un bosque cerca de Orleans, cuando una docena de hombres de armas aparecen y se lanzan sobre Hugo y lo asesinan ante los ojos del rey. El crimen fue dirigido por Fulco de Nerra y seguramente ordenado por la reina. Roberto, hastiado de la situación al cabo de seis o siete años de matrimonio acude al papa personalmente, acompañado de Angilramme (un monje de San Riquier) y de Berta de Borgoña, entre 1009 y 1010, sin ocultar que busca la anulación del matrimonio con Constanza, con el argumento de su participación en el asesinato de Hugo de Beauvais. Odorannus, un monje de Saint-Pierre-le-Vif en Sens, explica en sus escritos que durante el viaje Constanza se retiró afligida a sus dominios de Theil y también que se le apareció san Savinien y tres días después volvió Roberto y dejó definitivamente a Berta. A partir de ese momento, Berta desaparece de la documentación y muere en enero de 1010.
Los problemas continúan, ya que la disputa entre las dos reinas sólo oculta la rivalidad entre las casas de Blois y Anjou. En medio de esta disputa, después de la victoria militar de Odón II de Blois sobre Fulco de Nerra en Pontelvoy (1016), la reina Constanza buscó fortalecer la posición de su familia en la corte. Para eso ella y su clan angevino presionan al rey de asociar al trono a Hugo, su hijo primogénito, de manera de asegurarse la regencia en caso de muerte de Roberto. Contra la opinión de los consejeros reales y los príncipes territoriales, Roberto cede y así, según indica Raoul Glaber, Hugo fue consagrado a la edad de 10 años el día de pentecostés de 1017 (9 de junio), en la iglesia abaical de Saint-Corneille de Compiègne. Si bien la asociación favorecía marcadamente a una de las grandes familias nobles -y podía poner en riesgo la propia vida del monarca-, Roberto consideró que la asociación era la mejor manera de consolidar la dinastía y evitar que otra de las familias nobles disputara el trono a su muerte. Por otra parte, no entrega ningún poder real a su hijo, que por este motivo es humillado constantemente por la reina. Cuando asumió la mayoría de edad, Hugo se rebeló contra su padre; muere en el transcurso de esa rebelión, tal vez de una caída de su caballo en Compiègne entre 1025 y 1026, con apenas 18 años de edad.
La reina se opone a la asociación de su segundo hijo Enrique, buscando la asociación de su otro hijo Roberto, a quien prefiere. En esta oportunidad Roberto impone su criterio de consolidación dinástica y Enrique es coronado en Reims el día de pentecostés de 1027.

### Conquistas Territoriales
El rey Roberto define una política clara: recuperar la función condal para su beneficio, ya sea apropiándosela o designando para ella a obispos afines; es la misma política seguida por los Otónidas, la dinastía más poderosa de occidente en esa época.
La victoria más resonante de Roberto es la adquisición del ducado de Borgoña. El duque Enrique I de Borgoña murió en octubre de 1002, sin heredero legítimo. Otón Guillermo era hijo de Gerberge de Chalon, segunda esposa de Enrique I, además de ser conde palatino de Borgoña por herencia de su padre Adalberto II de Ivrea y conde de Mâcon por su matrimonio con Ermentrudis de Roucy. Según la crónica de San Benigno de Dijon, fue designado heredero del ducado,: «Según el testimonio del cronista Guillermo de Jumiège, Enrique lega su ducado al rey Roberto II que con orgullo arrogante, los Borgoñones se niegan a reconocer como duque», teniendo el apoyo de varios señores borgoñones, pero se muestra más interesado en sus posesiones más allá del Saona -condado de Borgoña- y también hacia Italia de donde es originario., «Hay fuertes indicios de que fue candidato a la corona de Lombardía en 1016; ya había repartido entre sus hijos los condados de Macon y de Borgoña. En 1024, dona en presencia del rey a la abadía piamontesa de Fruttuaria, fundada por Guillermo de Volpiano, el viejo monasterio de San Martín de Aquamarine y murió el 24 septiembre de 1026.» Por otra parte, el ducado de Borgoña conseguido en 943 por Hugo el Grande, padre de Enrique I y abuelo de Roberto, era considerado por este, parte del dominio familiar Robertino. Borgoña era un rico ducado, que incluía varias ciudades importantes como Dijón, Auxerre, Langres, Sens.
La rivalidad entre Hugo I de Calon, obispo de Auxerre que era partidario del rey Roberto con el conde Landry de Nevers, quien era yerno y aliado natural de Otón Guillermo además de tener derechos naturales sobre Auxerre, desencadena la intervención armada de Roberto. Este, junto a Ricardo II de Normandía, juntan sus tropas y penetran en Borgoña en la primavera de 1003, pero son dentenidos frente a Auxerre y Saint-Germain d’Auxerre. En 1005, Roberto y sus tropas vuelven con más éxito y toman Avallon en pocos días de combate y después Auxerre. Durante el asedio a Auxerre, Otón Guillermo se encuentra en el bando del rey, por lo que debió mediar un tratado. «… acuerdo que incluiría sin duada el matrimonio de uno de los hijos de Otón con una hija del duque de Normandía, …».
Con la mediación del obispo Hugo de Chalon, el conde Landry se reconcilia con el rey reconociéndole los condados de Avallon y Auxerre. Tras los acuerdos de 1005-1006, Otón Guillermo reconoce que el título ducal y el conjunto de las posesiones del anterior duque Enrique I revierten al dominio Robertino. La ciudad de Dijón permanece en posesión del irreductible obispo de Langres, Bruno de Roucy, que no quiere que Roberto se asiente a ningún precio.

El reino de Roberto el Piadoso a fines del.

En Sens se desarrolla una lucha entre el conde Fromondo II y el arzobispo Leotherico por el control de la ciudad. Leoterico, que es cercano al rey se opuso a la construcción de una importante torre defensiva ordenada por el conde. En 1012, Renardo el Malvado sucede a su padre Fromondo en el condado y la situación empeora por el vínculo con el obispo de Langres, Bruno de Roucy, con el nuevo conde, que es su tío maternal y enemigo del rey Roberto. El arzobispo de Sens, aislado, apela al rey, quien deseaba intervenir por múltiples razones: Sens era una de las principales sedes archiepiscopales del reino, era el camino obligado para entrar en Borgoña y porque con su posesión partía en dos los dominios de Odón II de Blois. El conde es excomulgado y atacado por las tropas reales que toman Sens el 22 de abril de 1015. Reinardo que es aliado de Odón de Blois, propone un acuerdo a Roberto: continuar ejerciendo el cargo condal y que a su muerte este revirtiera a la corona. Reinardo muere cuarenta años más tarde, pero Roberto ya había puesto el condado bajo su control, integrándolo definitivamente al dominio real.
Una vez terminada la conquista de Sens, Roberto se dirige a Dijón para terminar la conquista de Borgoña. Según la crónica de la abadía de San Benigno de Dijón fue el abad Odilón de Cluny quien con su intervención conmovió al rey quien renuncia al asalto, aunque su retirada también pudo haber estado motivada por la presencia de Humberto de Mailly y Guy le Riche, dos bravos lugartenientes del conde de Dijón, quienes dirigían la defensa de la ciudad. El obispo de Langres, Bruno de Roucy, muere a fines de enero de 1016. Días más tarde vuelven las tropas reales a Dijón y Roberto instala a Lambert de Bassigny como obispo de Langers, a cambio de que le entregue Dijón y su condado. Así, después de casi quince años de campañas militares y diplomáticas, el rey logra retomar la posesión del ducado de Borgoña que había pertenecido a su abuelo.
El título ducal se le entrega a su hijo menor, Enrique, pero dada su corta edad el rey mantiene el gobierno y el control del ducado en sus manos. La muerte en 1025 de Hugo de Francia, hermano menor de Enrique, hace que este sea finalmente el heredero de la corona real y el título ducal pasa a manos de su hermano siguiente Roberto, posteriormente llamado de Borgoña o el Viejo, cuya descendencia regirá Borboña hasta mediados del siglo XIV. Las tierras allende el Saona, el condado de Borgoña, se integra en el Imperio y sigue sus destinos.
Cuando Burcardo de Vendôme, conde de París y fiel servidor de Hugo Capeto, muere entre 1005 y 1007, el condado no es entregado a su hijo Renaudo. Cuando a su vez este también muere en 1017, el rey se apropia de sus condados de Melun y Dreux.
El arzobispo de Bourges, Dagoberto, muere en 1012. Roberto designa directamente como sucesor a Gazulin, anciano abad de Fleury; pero el vizconde Godofredo de esta ciudad, intenta intervenir personalmente en la elección del sucesor de Dagoberto, e impide al nuevo obispo hacerse cargo de la sede. Debieron intervenir Odilón de Cluny, el rey Roberto y el mismo papa Benedicto VIII para que Gazulin accediera a la sede.

### La herejía en Orleans (1022)

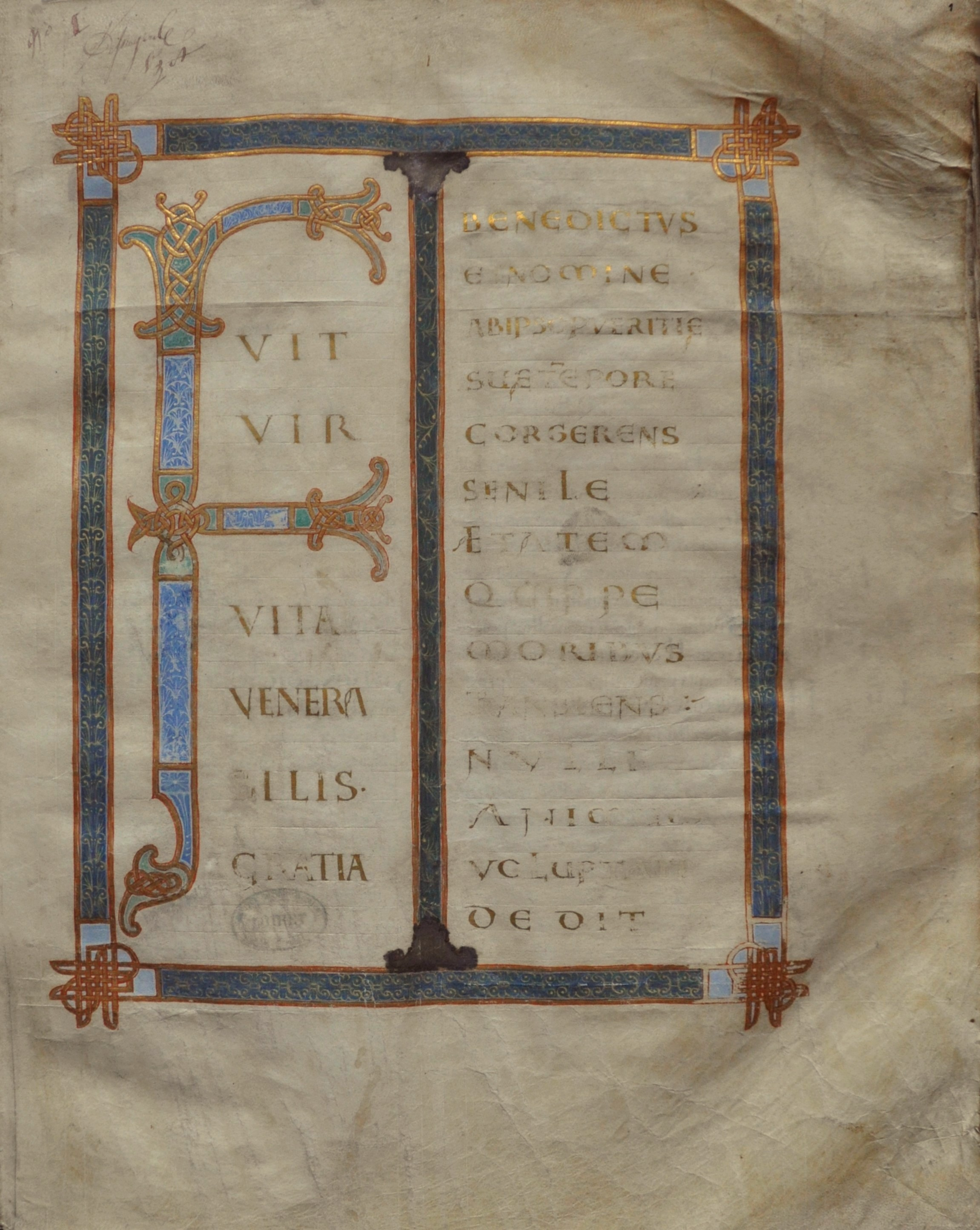
Primera página de un manuscrito de Miracula Santi Benditi en el que André de Fleury da cuenta de la herejía de Orleans,. Archivos departamentales del Loiret, H20

Durante el tránsito por el año mil se vivió en Occidente un fuerte movimiento por la reforma de la iglesia (reforma de Cluny) y un auge de la religiosidad, vinculada al misticismo y al miedo por el juicio final, lo que trajo aparejado un «despertar de la herejía» y persecuciones por parte de las autoridades eclesiásticas y civiles. Durante la Alta Edad Media, no se habían conocido este tipo de persecuciones. Es en el siglo XI y con este proceso en Orleans, que comienza la prolongada y negra historia de la quema de herejes en el Occidente cristiano: Orleans (1022), Milán (1027), Cambrai (1078). En el caso del rey Roberto, el caso de los herejes de Orleans constituye un elemento fundamental de su reinado y, aún para la época, un impacto sin precedentes.
La documentación de los sucesos nos llega exclusivamente a través de fuentes eclesiásticas: Raoul Glaber, Ademar Chabannes, Andre de Fleury, Jean de Ripoll y Paul de Chartres. El cambio de milenio extendió la idea de una sociedad corrompida y quedó en evidencia el fuerte contraste entre las riquezas de la Iglesia y la humildad predicada por Jesucristo. En este contexto, algunos clérigos denuncian la sociedad de la época e instan a renovar la sociedad cristiana. La cuestión no es nueva; ya en el siglo IX, se habían dado controversias entre eruditos sobre el dogma, la eucaristía, el culto a los santos, etcétera, pero 1022 la controversia es de una naturaleza completamente diferente.
Raoul Glaber cuenta la historia de un campesino llamado Leutrad de Vertus (Champaña) quien alrededor de 994, decide separarse de su esposa, destruir el crucifijo de la iglesia local y predicar que los campesinos de su aldea no paguen los diezmos, fundamentado en la lectura de las Santas Escrituras. El obispo de su diósesis, Gibuin I de Châlons lo convoca y debate con él en público, estableciendo que sus propuestas eran heréticas. Abandonado por todos, Leutrad se suicida. Esta situación se repitió a lo largo del siglo XI con varias personas que disentían con la ortodoxia católica: fueron puestos a debatir con clérigos muy instruidos en público, de manera que ellos y su mensaje quedaran en ridículo y fueran desacreditados ante los ojos del pueblo llano. Por su parte Ademar de Chabannes señala alrededor de 1015-1020, la aparición de maniqueos en Aquitania, sobre todo en las ciudades de Toulouse y Limoges.
Surgen en varias partes predicadores instando a la renuncia a las relaciones carnales, la destrucción de las imágenes, la inutilidad de la medicación de la Iglesia para la salvación del alma y el repudio a los sacramentos (en especial el bautismo y matrimonio). La Iglesia reacciona acusándolos de herejía. Raoul Glaber sostiene en sus escritos que Satanás fue liberado «después de mil años» como anuncia el Apocalipsis y que es el inspirador de todos los herejes, desde Leutard hasta los de Orleans. Otro de los contemporáneos manifiesta:

«Ellos (los herejes) pretendían tener fe en la Trinidad en divina unidad y en la encarnación divina del Hijo de Dios, pero era falso ya que también sostenían que los bautizados no podían recibir el Espíritu Santo en el bautismo y que después de un pecado mortal no era posible recibir el perdón.
André de Fleury, circa 1025. »

Los cronistas difieren en el origen de la herejía orleanesa: para Ademar de Cabannes provino o de un campesino de Perigaud, mientras que para Raoul Glaber la origina una mujer de Ravennes. En lo que coinciden es en que lo más inadmisible es que el mal se radique en Orleans, la ciudad real, sede de la catedral de la Santa Cruz donde fue bautizado y consagrado el rey Roberto.
Algunos canónicos de la catedral, próximos a la corte, eran partidarios de estas doctrinas consideradas heréticas: Teodato, Herberto (prior de la Iglesia de Saint-Pierre-le Puellier), Foucher y en particular Etienne (confesor de la reina Constanza) y Lisoie (del coro de la catedral), entre otros. El rey es advertido por Ricardo de Normandía en la Navidad de 1022, los canónicos son arrestados e interrogados por largas horas. Raoul Glaber sostiene que ellos reconocen pertenecer a la «secta» desde hace tiempo y que su designio era convencer a la corte real de sus creencias (rechazo a los sacramentos, prohibiciones alimentarias, sobre la virginidad de María y sobre la Trinidad). Estos detalles seguramente sean ciertos, por el contrario parecería que la intención de él y otros cronistas fue demonizar a los participantes del «círculo de Orleans» acusándolos de practicar orgías sexuales, de adorar al diablo y otros crímenes rituales. Éstas, eran las mismas acusaciones hechas a los cristianos durante la Antigüedad Tardía.

«En ese momento, diez de los canónicos de la Catedral de la Santa Cruz de Orleans, los que parecían más piadosos que los otros, fueron declarados culpables de ser maniqueos. El rey Roberto, ante su negativa de volver a la fe, los despojó de la dignidad sacerdotal, luego los expulsó de la Iglesia y al final los entregó a las llamas.»
Ademar de Chabannes, circa 1025

Según la leyenda, Etienne, el confesor de la reina, habría recibido un golpe de bastón que le habría perforado un ojo. El rey Roberto hizo montar una enorme pira en las afueras de la ciudad el 28 de diciembre de 1022, esperando atemorizarlos, pero queda impactado con la reacción:

«Seguros de sí mismos, no se atemorizaron por el fuego; anunciaron que saldrían ilesos de las llamas y tranquilos se dejaron atar en la pira. Por supuesto fueron totalmente reducidos a cenizas y no se encontró siquiera un trozo de sus huesos»
Ademar de Chabannes, circa 1025

Este encarnizamiento sorprende a los contemporáneos e incluso a los historiadores modernos. Los distintos cronistas se muestran horrorizados por las prácticas heréticas, pero no comentan en ningún momento la sentencia; Helgaudo de Fleury hace silencio sobre todo el episodio.

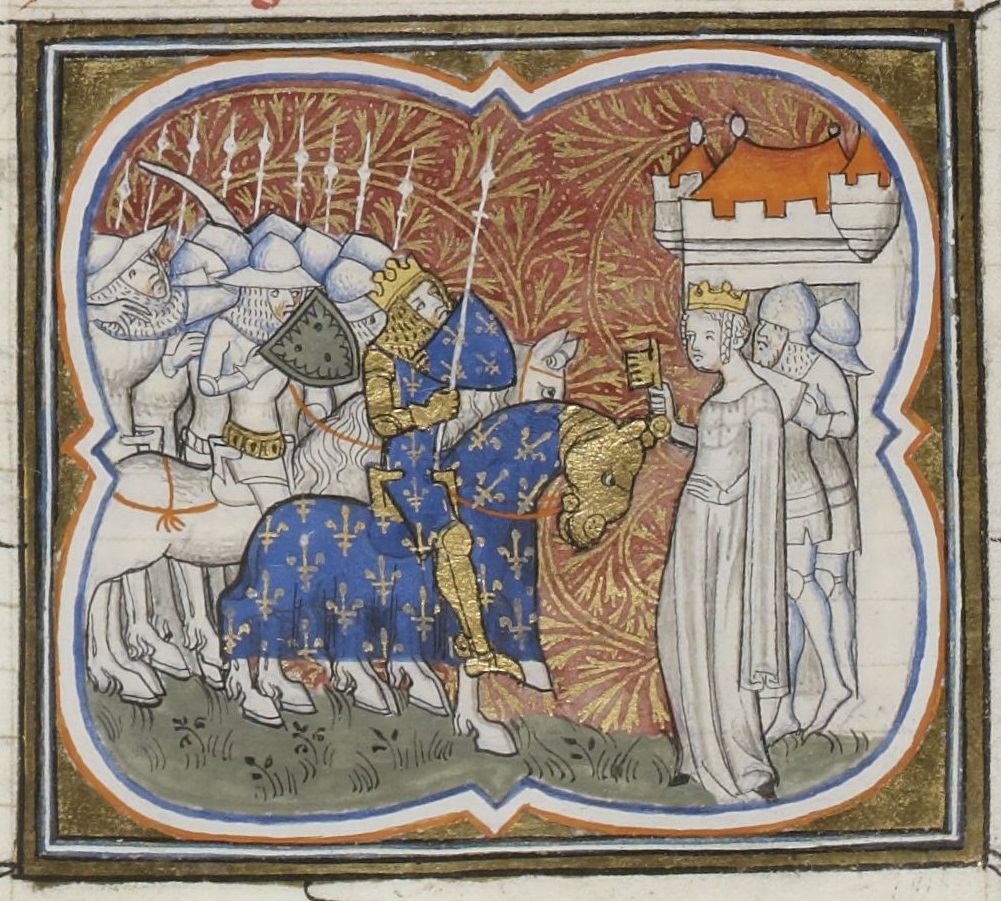
Los condenados formaban parte del entorno de la reina Constanza de Arlés. Miniatura que representa a la reina ante su hijo, Enrique I. Grandes Crónicas de Francia de Carlos V, BNF, Fr.2813, f.177

Los motivos del rey para tomar una resolución tan violenta y alejada de los usos de la sociedad desde hacía siglos, son objeto de debate entre los historiadores. De hecho el resultado es que por el proceso instruido y dirigido por el rey y la corte triunfa el partido de Eudes de Blois y se instala un procedimiento cruel para sanjar diferencias doctrinales, que perduraría en Europa y otras áreas del mundo bajo su influencia por varios siglos.
- Uno los motivos que se plantean es la sincera piedad del rey Roberto y su temor a las diferencias doctrinales en el reino.
- Otro es que, con la destitución del obispo Thierry II de Orleans -que había sido designado por apoyo del rey- con el argumento de sus vínculos con los herejes y la designación de Olderico que era el candidato de Odón II de Blois, comienza el proceso de alianzas que se verifica en 1024 cuando invaden coordinadamente la Lorena y el Reino de Borgoña para repartírselos:[70] «en otras palabras, la acusación de herejía habría constituido un pretexto conveniente, probablemente reforzado por las especulaciones intelectuales de los canónigos, para facilitar un compromiso con los señores rivales de Roberto en el dominio real»[71]
- Una tercera causa, vinculada con las anteriores es la relación cada vez más tensa entre el rey y la reina Constanza de Arlés,[Nota 6] quien ahora estaba muy próxima a los canónigos y el obispo Thierry. Se puede suponer que Roberto rompe con el partido angevino, sostén tradicional del rey contra los condes de Blois y al que Constanza está vinculada por su madre, para aproximarse a la casa de Blois en particular a su primera esposa Berta de Borgoña, madre de Odón II de Blois y abuela del obispo Olderico.[70]

De esta manera, las motivaciones religiosas, políticas y conyugales son sin dudas complejas y pueden estar combinadas en la explicación de la determinación real, teniendo presente además que Roberto al tomar la iniciativa de convocar el sínodo, deja de manifiesto también su autoridad en materia de defensa de la Iglesia y de la fe.

### El rey del año mil

#### Los terrores falsos

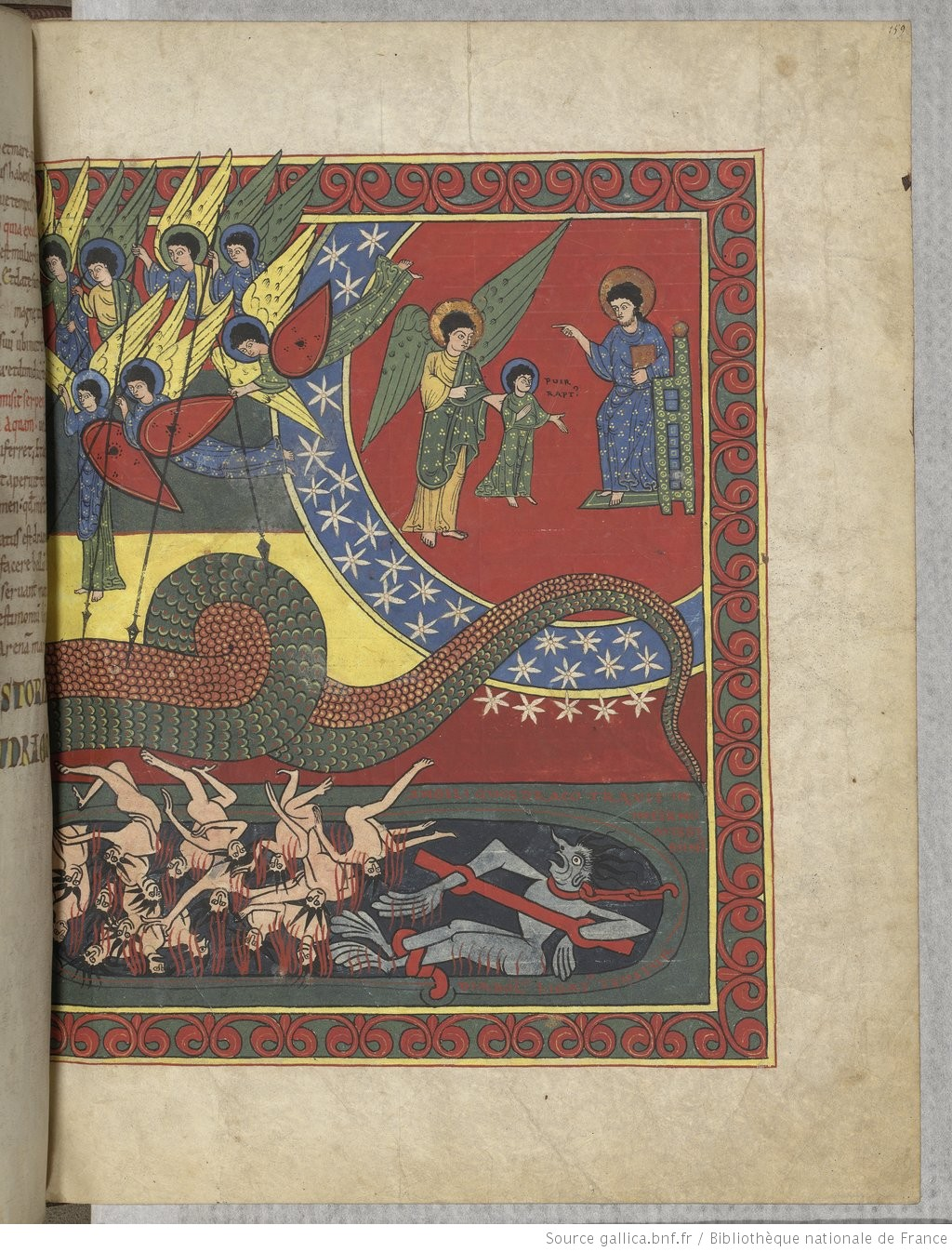
El Hijo enviado por Dios Padre para salvar al género humano de Satanás. Apocalypse de Saint Sever, circa 1060, Biblioteca Nacional, París.

El terror o miedo del año mil, es un mito del siglo XVI, basado en una cronología de Sigeberto de Gembloux (siglo XII), antes de ser tomados por los historiadores románticos (con la excepción de Jules Michelet) durante el siglo XIX. Estos trataron de explicar que los cristianos occidentales estaban aterrorizados por el pasaje del año mil al siguiente en el que Satanás podría resurgir del abismo y provocar el fin del mundo. El cristianismo es una religión escatológica, que exige de los hombres un comportamiento ideal durante la vida terrenal para tener la esperanza de obtener la Salvación Eterna a partir del Juicio Final. Esta creencia doctrinal está presente a lo largo de toda la Edad Media y en particular durante los siglos X y XI, período durante el cual la Iglesia todavía es vista como sagrada y está muy apegada a lo ritual. Sin embargo no debe confundirse lo escatológico con el milenarismo: es decir la creencia del fin del mundo en el año mil y el regreso de Cristo a la Tierra.
El origen está en el Apocalipsis según san Juan, que profetiza el regreso de Satanás mil años después de la encarnación de Cristo:

«Porque vi un ángel descender del cielo llevando en su mano la llave del Abismo y también una enorme cadena; y tomó al dragón, la serpiente antigua, que es el Diablo y Satanás, y lo ató por mil años; y lo arrojó al abismo, y lo encerró, y puso su sello sobre él, para que no engañase más a las naciones, hasta que fuesen cumplidos mil años; y después de esto debe ser desatado por un poco de tiempo».
Apocalipsis 20:1-3, siglo I d. C.

Ya en el siglo V, san Agustín había interpretado el milenarismo como una alegoría espiritual en la que el número «mil» no significa más que un largo período de tiempo no determiando numéricamente (De civitate Dei contra paganos). Algunos años después, el concilio de Éfeso decide condenar oficialmente la concepción literal del milenio. A partir del fin del siglo X, se evidencia un interés creciente dentro del clero por el Apocalipsis, que se manifiesta por la difusión en todo occidente de Comentarios del mismo (Apocalipsis de Valladolid, Apocalipsis de Saint-Saver, etc.). Aun así, la Iglesia mantiene el control del movimiento milenarista.
Junto a esta posición oficial de la Iglesia, el análisis de las fuentes, todas eclesiásticas, puede generar contradicciones. «La enormidad de los pecados acumulados durante siglos por los hombres», remarcan los cronistas, hace pensar que los contemporáneos efectivamente creían que el mundo iba hacia la perdición y que el momento del fin del mundo se acercaba. Raoul Gabler, es una vez más una de las escasas fuentes sobre este tema. Escribió su Histoires ente 1045 y 1048, es decir unos 15 años después del milenio de la pasión (1033):

Se creía que el orden de las estaciones y los elementos, que había reinado desde el comienzo en todos los siglos pasados, volvería al caos y que esto era el fin del género humano.
Raoul Glaber, Histoires, IV, circa 1048.

De hecho, el monje borgoñón describe la situación varios años después manteniendo una vez más una visión escatológica, fiel al Apocalipsis. Su objetivo es interpretar los signos como la acción de Dios que deben ser vistos como advertencias enviadas a los hombres para que hagan actos de penitencia. Estos signos son atentamente advertidos por los clérigos. Se señalan los incendios (catedral de Orleans en 989, los arrabales de Tours en 997, catedral de Chartres en 1020, Abadía de Fleury en 1026,...), los desastres naturales (terremotos, las sequías, el cometa, hambrunas), la invasión de los paganos (los sarracenos que vencieron a Otón II en 982) y finalmente la proliferación de herejías propagadas por mujeres y campesinos (Orleans en 1022 y Milán en 1027). Y agrega:

«Estos signos concuerdan con la profecía de Juan, según la cual Satanás sería desencadenado después de mil años».
Raoul Glaber, Histoires, IV, circa 1048.

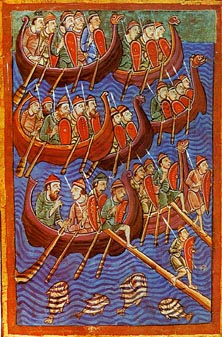
Representación de los Vikingos datada entre el y

Por otra parte, hay que tener en cuenta que en el entorno del año mil, sólo una parte ínfima de la población Franca (poco más que la élite eclesiástica) era capaz de calcular el año en curso con fines litúrgicos o jurídicos (fechar las cartas reales). Los que podían determinar con precisión la fecha, concebían un «milenio desdoblado» entre la encarnación (año 1000) y la resurrección (año 1033). Además, si bien la era cristiana se comienza a usar a partir del siglo VI, su uso no se generaliza hasta la segunda mitad del siglo XI. En resumen, la ubicación temporal del momento no se hacía por los años; la vida estaba regulada por las estaciones, las oraciones diarias y sobre todo las grandes fiestas religiosas y esto variaba según el lugar (el año en Inglaterra comenzaba en Navidad y en Francia comenzaba en pascuas). Ese era el tiempo para el hombre de la época.
Nada en sus escritos prueba que hubiera habido efectivamente un terror colectivo. En torno al año 960, a demanda de Gerberga de Sajonia, el abad Adson de Montier-en-Der escribe un tratado (Sobre el nacimiento de la época del Anticristo) en el que reseña un índice de lo que las Santas Escrituras refieren sobre el Anticristo. Llega a la conclusión de que el fin de los tiempos no sobrevendrá antes que los reinos del mundo se separen del Imperio. En Abón de Fleury, el pasaje al segundo milenio no pasó desapercibido, ya que en torno al año 998 hace una petición a Hugo Capeto y su hijo ya asociado al trono: Roberto. En ella acusa a un clérigo, que aunque era estudiante, reivindicaba el fin del mundo durante el cambio de milenio. Por tanto, incluso los grandes intelectuales del siglo X son antimilenaristas.

«Se me ha hecho saber que en el año 994 los sacerdotes de París anunciaron el fin del mundo. Están locos. No hace falta más que abrir el texto sagrado, la Biblia, para ver que no se sabrá ni el día ni la hora.»
Abón de Fleury, Petición a los reyes Hugo y Roberto, circa 998.

Desde Edmond Pognon, los historiadores modernos han demostrado que no existieron grandes terrores populares. Sin embargo durante la década de 1970, aparece una nueva explicación. Georges Duby sostiene que aunque no haya existido un terror popular manifiesto en torno al año mil, se puede detectar una «inquietud difusa» y permanente en el Occidente cristiano de la época. Probablemente hubiera a fines del siglo X personas consternadas con la proximidad del año mil y con ciertas inquietudes, pero seguramente serían muy minoritarios ya que las personas más instruidas como Abón de Fleury, Raoul Glaber o Adson de Montier-en-Der no lo creían.

#### Cambios en el Feudalismo

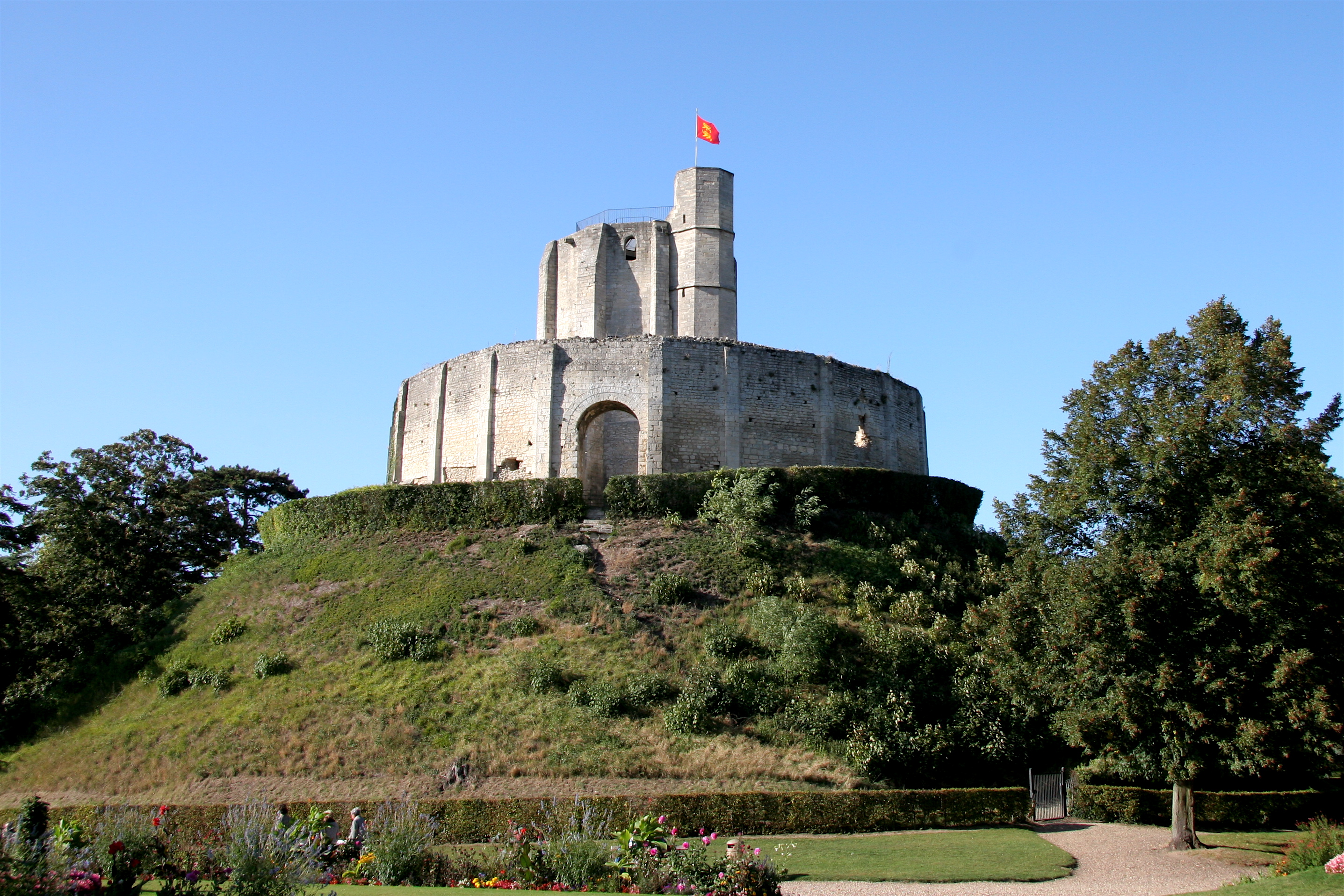
Castillo de Gisors en Francia.

El feudalismo es un término complejo cuyo estudio histórico es delicado. «Es un conjunto de instituciones y de relaciones que involucran a toda la sociedad, que por tanto es llamada feudal»
Los modernos medievalistas no están de acuerdo sobre la cronología ni sobre el mecanismo en el que se consolida el feudalismo. Por un lado están los «mutacionistas» (G. Duby, P. Bonnassie, J.-P. Poly, E. Bournazel…) que sostienen que hubo una mutación en torno al año mil y que el siglo XI provocó una ruptura con la sociedad de la época, sustituyendo a la vieja sociedad carolingia. Por otra parte, se consolida una nueva corriente llamada de los «tradicionalistas» (D. Barthélemy, K.-F. Werner, E. Magnou-Nortier, O. Bruand…) que sostienen que el feudalismo se consolidó progresivamente desde el siglo IX al XII sin rupturas. Para estos últimos la imagen equivocada de ruptura que sostienen los «mutacionistas» surge de una interpretación errónea de las fuentes.

##### La jurisdicción carolingia (sigloIX-1020 aprox.)
Durante la Alta Edad Media, ya existía un cierto vínculo feudal ya que ciertos poderosos otorgaban un beneficio (beneficium) a sus leales (en general tierra). Por tanto, la sociedad ya está basada en una «servidumbre» latente que se diferencia por el acceso a la justicia: sólo los hombres libres acceden a ella, mientras que los no libres son castigados y protegidos por sus amos.
El rey y los príncipes del siglo X todavía usaban la Justicia para defender sus bienes y sus derechos, imponiendo multas como el Heriban (impuesto de 60 sous a quienes no acuden a servir en las huestes del señor) y confiscando los bienes de quienes los ofenden.
El propio devenir económico y social carolingio, sumado a los cambios militares que impusieron las invasiones vikingas, provocaron que a partir del entorno de 920, la autoridad pública se comienza a ubicar en varios puntos estratégicos (rutas, ciudades, lugares defensivos, etcétera). Las alianzas matrimoniales unen los hijos reales con los de las familias condales desde el siglo IX: varias dinastías entran en juego, lo que hace decir a Adalberón de Laon:

«Los linajes nobles, descienden de sangre de reyes»
Adalberón de Laon, Poema al rey Roberto, circa 1027-1030.

Los textos ya hacen referencia a un juramento de fidelidad: el beso (osculum) generalmente usado como gesto de paz entre parientes o aliados. Por el contrario el homenaje (commandatio) era visto inicialmente como un gesto humillante y según parece sólo algunos condes lo llegaron a realizar como sumisión al rey.
Del lado de los humildes, la fidelidad también puede ser de orden servil, como en el caso de los impuestos personales, que a lo largo del siglo IX se transforman en «homenaje servil».
Para hacer frente a los crecientes deberes condales, los condes comienzan a delegar parte de estas funciones en los lugartenientes de sus castillos antiguos o en construcción. Estos últimos a su vez, van delegando algunas de sus propias funciones en otros delegados más humildes (típicamente la asamblea judicial para los más humildes era la vicaría). De esta forma la sociedad se va estratificando o feudalizando.

##### Surgimiento de los Señoríos (en torno a 1020-1040)

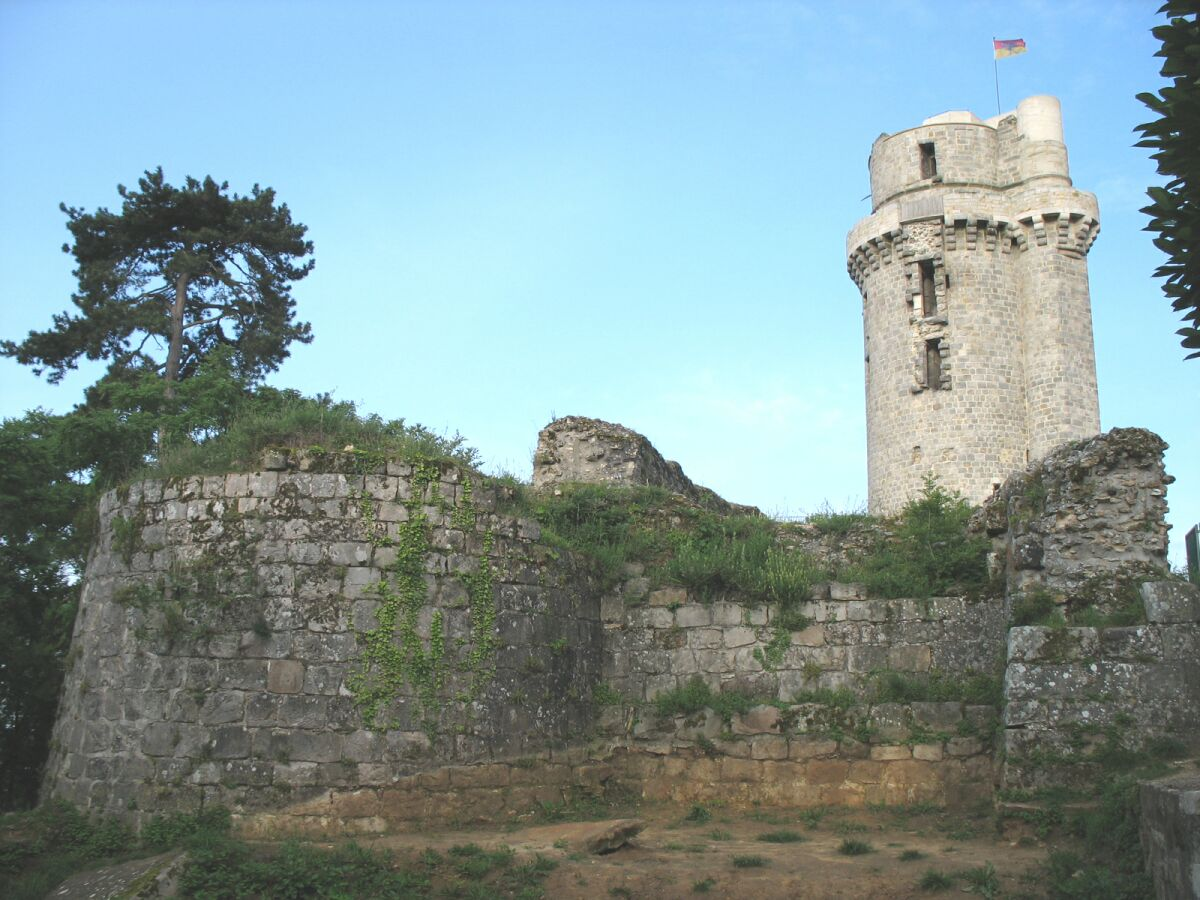
La fortaleza de Montlhéry, símbolo de la revuelta castellana en la Île-de-France (ruinas de los siglos -

Georges Duby explica que entre 980 y 1030 los pagus de la Alta Edad Media se van transformando progresivamente en territorios centralizados por su fortaleza pública, que se transforma rápidamente en la sede del poder de las familias nobles. Por todo el reino se construyen castillos en madera primero y en piedra después, sobre motas naturales o artificiales (hay una verdadera proliferación a partir de 1020 y desde esta fecha la mayoría se construye en piedra o se sustituye en piedra la mota anterior de madera). La mota no es necesariamente la residencia principal, pero se constituye en un punto donde se afirma la legitimidad del poder señorial.
También se verifican ciertos cambios de orden jurídico. Los señores, delegados por los condes en los castillos, privatizan la justicia pública y la hacen hereditaria. Esto es llamado por ciertos historiadores el «choc châtelain» y es visto como una verdadera revolución social. En los límites del dominio real de Roberto el Piadoso, es el propio rey quien ordena la construcción de fortalezas (como Montlhéry o Montfort-l'Amaury) para la defensa de los dudosos condes vecinos. Estas fortalezas son custodiadas por señores (como Guillermo de Monfort) quienes para hacer valer su justicia en el territorio (districtus) contratan militares (caballeros) de distintos extractos sociales (nobles sin herencia, hombres libre ricos, algunos campesinos con tierra e incluso algunos siervos) y establecen con ellos lazos de vasalleje. De esta manera se va completando la pirámide feudal:
| Rey                                                                       | Conde | Señor | Caballero | Siervo |
| ------------------------------------------------------------------------- | --- | --- | --- | --- |
| El primero entre pares (responsable del reino, de la guerra y de la paz). | Príncipe territorial con sangre real. Originalmente funcionario del rey, se vuelve independiente en el curso del siglo IX (responsable del condado). | Emparentados con las familias condales, inicialmente eran funcionarios del conde, que se independizan en el curso del siglo XI (responsables del señorío: castillo y su jurisdicción). | Combatiente a caballo y auxiliar del señor, es responsable de asegurar los derechos del señor en escala local. | Depende de un señor de la tierra, al que paga un impuesto fijo (censo) por su dependencia y derechos de uso de instalaciones banales (molino, prensa, horno,...) al mismo señor u otro que instalara dichos elementos en tierras del anterior. |

Este nuevo sujeto, acumula fuerzas y legitima su poder enlazando siempre que puede con la nobleza de sangre. En el proceso, el conjunto de los poderes públicos se van privatizando: es el bannum. Algunos de estos nuevos señores, llegan a convertirse en condes y fundar familias condales. Georges Duby muestra en su tesis que entre 980 y 1030, los señores desertan de la corte del conde de Mâcon, se apropian del señorío y terminan acaparando todo el poder local. Si bien se refuerza la independencia de estos poderes locales, también se verifican homenajes del vasallo al señor y se desarrolla un conjunto de ayudas vasalláticas que se van precisando jurídicamente (fidelidad, apoyo y consejo militar...) y los señores tratan de hacer cumplir a sus vasallos por la fuerza. En definitiva, el beneficio se va transformando en feudo (feodum) y la propiedad completa (alodio) se hace cada vez más rara.

##### El establecimiento de los señoríos banales

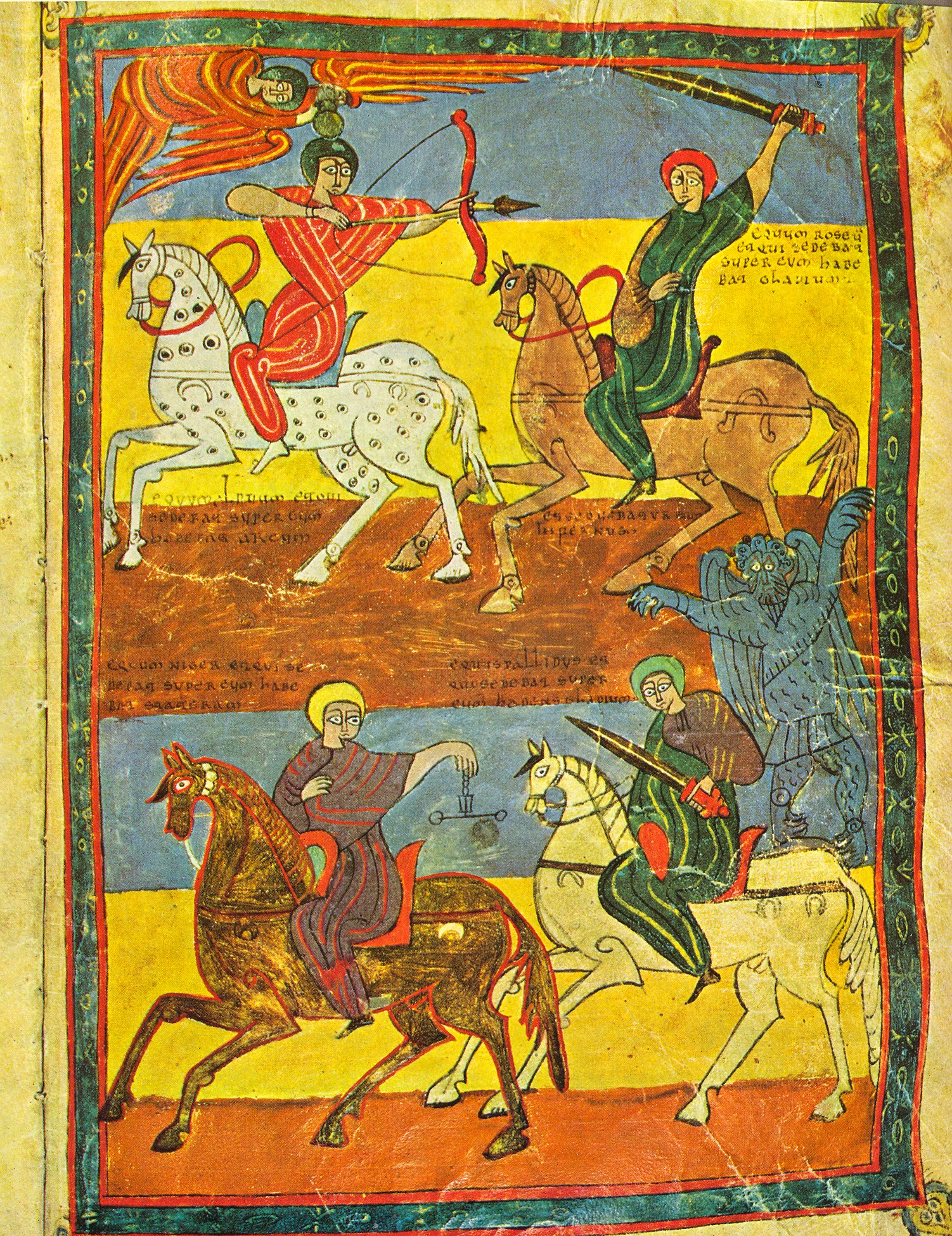
"Los cuatro caballeros". Apocalipsis de Valladolid, circa 970, Biblioteca de Valladolid, España.

El objetivo de los señores no es obtener una independencia política plena de los condes (lo que los expondría a las ambiciones de otros señores), sino asegurar un sólido dominio sobre sus siervos. En este sentido, en torno a 1030 en el condado de Provenza, los señores obligan a los campesinos libres (alodiales) a entrar en dependencia a cambio de algún bien o remuneración.
Una de las características de la época feudal, es la proliferación de lo que los textos llaman «malos usos» (malas costumbres). Durante el reinado de Carlos el Calvo, el edicto de Pîtres (864) ya hace referencia a las costumbres, lo que hace pensar que habría una continuidad jurídica entre la época carolingia y el año mil. En general, la documentación no permite hacer una descripción detallada de los distintos tipos de ingresos, los derechos sobre la tierra, las casas o las parcelas ni de la población involucrada. Estos usos son reputados como nefastos y nuevos por las comunidades campesinas, pero hay casos en los que al parecer no eran tan nuevos o tan abusivos.
Desde la época carolingia, el campesino vive en un mansus (o tenencia, casa con un terreno cultivable, en general de tamaño suficiente para mantener a una familia) al que trabaja a cambio de un impuesto y de corveas. El impuesto podía consistir en un pago por habitante (cens) o, más generalmente parte de la producción (champart) o ambas. La corvea consistía en trabajar gratuitamente en la producción del señor. El señor recurre a la justicia pública, la vicaría (condal o real) en los casos en que no obtuvo esa competencia. Este es el sistema del señorío territorial.
A partir de los años 1020-1030, junto al señorío territorial aparece un nuevo estamento jurídico. El campesino sigue pagando los derechos feudales (cens o champart) a su señor territorial, pero un nuevo señor (el caballero respldado por sus topas) se apodera de forma más o menos violenta de la justicia pública que toma de su conde. Ocupa la vicaría e impone a los campesinos del señorío sus derechos banales: la comunidad se ve obligada a someterse jurídicamenta a esta usurpador y pagarle regalías por el uso del molino, el horno, la prensa (aceite o vino), las vías (caminos o canales), que es lo que se denominan banalidades.
Para algunos historiadores (Duby, Bonnassie) los nuevos señores restablecieron la igualdad entre hombres libres y no libres sometiendo a todos a la condición de siervos. Para otros (Barthélemy), no hay más que un cambio de nombre en los textos, mientras la condición sigue incambiada desde los tiempos carolingios (es decir una especie de «homenaje servil», más que una situación de esclavitud). Este es el sistema del señorío banal.
Los conflictos locales llamados «feudales» tienen su origen en la percepción de regalías por parte de tal señorío o tal otro, lo que representa un ingreso financiero considerable. 
Todos los caballeros son responsabilidad del castillo: el señorío. Sin embargo, no se corresponde con un espacio centralizado organizado entorno del castillo; es un territorio fluctuante a merced de guerras privadas. Antes de 1050, es difícil encontrar alguna propiedad perfectamente asociada a un señorío. El señor es muchas veces señor territorial y señor de banalidades y para controlar mejor esas funciones (ingresos y poder) delega muchas veces a sus vasallos los caballeros, tal o cual derecho (la vicaría de un señorío, el censo de otro, la corvea en otro...). Por este mecanismo se desarrolla una auténtica maraña de señoríos, que atomiza los derechos sobre la tierra poniendo en entredicho el concepto de propiedad y multiplicando las cargas a los campesinos.

#### Roberto el Piadoso y la Paz de Dios

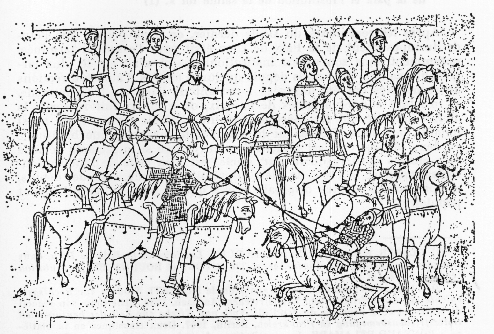
Institución de la Paz de Dios, Libro de los Macabeos, Biblia de Saint-Pierre-de-Roda, fines del o principios del (Biblioteca Nacional, París).

La Paz de Dios es un «movimiento conciliar de iniciativa episcopal» que surge durante la segunda mitad del siglo X al sur de la Galia y que se propaga en las décadas siguientes (1010-1030) en ciertas regiones septentrionales.
Durante mucho tiempo la historiografía la explicó como una respuesta al fracaso de las estructuras carolingias en un contexto de creciente violencia, durante un período que Georges Duby llamó «Primera Era Feudal» o «Mutación Feudal». 
Hoy se tiene una idea más relativa de la Paz de Dios, en particular por dos cuestiones para las que no se encuentran respuestas:
- la imposibilidad de que la iglesia haya concebido en aquel momento una sociedad de lazos horizontales, cuando figuras como Adalberón de Laon y Gerardo de Cambrai despreciaban a los siervos del campo, a pesar de la necesidad de su trabajo;
- las dificultades para que el desarrollo económico de los siglos X y XI se hubiera verificado, si efectivamente el marco general era de ese estado de violencia y anarquía.[100]

Se sabe que los movimientos por la paz ya existían en la Alta Edad Media. En este sentido, desde la época carolingia estaba presente la preocupación por la deshonra que implicaban los asesinatos y violaciones a la Iglesia. Según Christian Lauranson-Rosaz, los primeros signos de la Paz de Dios surgieron en las montañas de Auvernia en torno a Clermont donde la Iglesia predicaba que «la paz vale más que todo».

### Características de su reinado
Ya en el trono, Roberto II obtuvo el reconocimiento de su hijo primogénito Hugo, como sucesor suyo, pero la muerte de este convertiría en futuro sucesor a Enrique.
Fue un defensor de la Iglesia y protector de la cultura, además de precursor fundamental de la expansión de la orden cluniaciense.
El piadoso Roberto hizo pocos amigos y muchos enemigos, que incluiría a sus propios hijos quienes más tarde se rebelarían.

### Matrimonio y Descendencia
Roberto II de Francia se había casado en primeras nupcias con su prima cuarta Berta de Borgoña, sobrina del duque Otón-Guillermo de Borgoña, aunque de este enlace no tuviera descendencia.
Por medio de este matrimonio obtuvo el Ducado de Borgoña y le arrebató a la nobleza los condados de Dreux y Melun en el año 1017.
Este matrimonio no era del agrado del papa Gregorio V, a causa del cercano parentesco y porque durante el pontificado del antecesor papa Juan XV, se había depuesto a Arnulfo del arzobispado de Reims que fue sustituido, con la oposición papal, por Gerberto quien fuera nombrado Silvestre II contando con el apoyo del anterior rey francés Hugo Capeto, y por lo cual exigió a Roberto que anulara el enlace. Este al negarse provocó que fuera excomulgado, al igual que el arzobispo de Reims que había autorizado el casamiento.
Al final terminó por separarse el matrimonio y le quitara el apoyo al Silvestre II ya que deseaba un acercamiento con el papa. Esto provocó que en un concilio celebrado en Pavía en el año 997, se restituyera como arzobispo de Reims a Arnulfo y se condenara como usurpador a Gerberto, además de levantar la excomunión.
Roberto se enlazó por segunda vez con Constanza de Arlés —aunque al haber sido anulado el anterior matrimonio, estas fueron sus primeras nupcias— hija del príncipe de Provenza (desde 991), mujer muy temperamental cuyo carácter contrastaba intensamente con el de Roberto el Piadoso; pasó a la Historia por defender a ultranza los derechos de su hijo al trono. De este matrimonio nacieron siete hijos:
- Hedwige de Francia (1003-1063), casada con Renauld, conde de Nevers.
- Hugo (1007-1025). Asociado al trono por su padre, murió antes que lo pudiera suceder.
- Enrique (1008-1060). Rey de Francia, con el nombre de Enrique I.
- Adela de Flandes (1009-1079), casada con el conde Balduino V de Flandes. Su hija Matilde fue esposa de Guillermo I de Inglaterra.
- Roberto el Viejo (1011-1076). Primer duque de Borgoña de la casa capetiana. Fue abuelo de Enrique de Borgoña, padre de Alfonso I de Portugal y padre de Constanza de Borgoña, esposa de Alfonso VI el Bravo, rey de Castilla y León.
- Eudes de Francia (1013-1056) nació con retardo mental.
- Constanza de Francia (1014-¿?), casada con Manasses Conde de Dammartín.

### Guerras civiles y fallecimiento
Sus hijos Hugo, Enrique y Roberto, se habían rebelado contra su padre dando lugar a una guerra civil, en la cual Hugo moriría en plena revuelta, en 1025.
En la continuación del conflicto con Enrique y el joven Roberto, las tropas del rey Roberto resultaron derrotadas y el rey se retiró a Beaugency, en las afueras de París, la capital.
Roberto murió en plena contienda contra sus hijos el 20 de julio de 1031 en Melun. Fue enterrado, junto con su esposa Constanza, en la Basílica de Saint Denis. Le sucedería su hijo Enrique.
Al terminar su reinado, Francia se encontraría en un proceso de importante evolución política.
| Predecesor: Hugo Capeto    | Rey de los Francos 996-1031 asociado a su padre Hugo Capeto (987-996) | Sucesor: Enrique I |
| Predecesor: Otón Guillermo | Duque de Borgoña 1004-1016                                            | Sucesor: Enrique   |